# 우나이사우루스
우나이사우루스(Unaysaurus)는 트라이아스기 후기에 현재 브라질에 해당하는 지역에서 살았으며, 속명의 뜻은 '우나이의 도마뱀'을 의미한다. 상대적으로 작은 체구를 가졌고 두 다리로 걸었다. 길이는 2.5 미터 (8.2 피트)이고, 높이는 70 to 80 센티미터 (2.3 to 2.6 ft), 무게는 약 70 킬로그램 (150 lb))이다.

## 발견

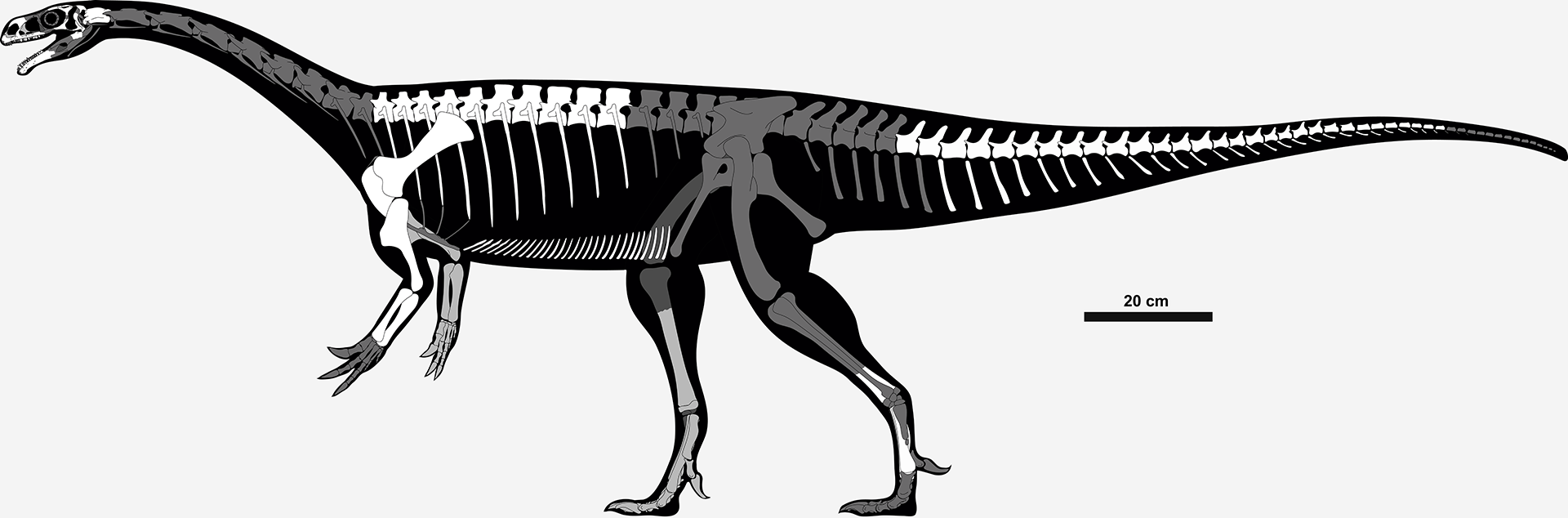
우나이사우루스의 화석

우나이사우루스는 브라질 남부의 리우그란지두술 주, 산타마리아 시 근처에서 발견되었고, 비슷한 공룡들이 발견된 지질층인 카투리타의 붉은 지층에서 회수되었다. 2023년 뮐러와 동료들은 완모식표본과 관련이 있는 것으로 발견된 우나이사우루스의 어린 표본 유적을 기술했다. 부분적인 척추뼈와 다양한 발 재료를 포함한 뼈는 홀로타입의 뼈와 비슷한 비율로 구성되어 있다.

## 분류

사람과의 크기 비교

연구에 따르면 우나이사우루스는 플라테오사우루스과에 속한다. 이 개체의 가장 가까운 친척은 직관적으로 남아메리카 출신이 아니라 약 2억 1천만년 전 독일로 추정된다.
그러나 2018년, 우나이사우루스는 매크로콜럼, 자클라팔리사우루스와 함께 새로 창설된 분류군 우나이사우루스과에 속하는 것으로 밝혀졌다.